# Differential
För den fordonstekniska delen, se Differentialväxel, Differentialbroms, Torsendifferential
Differential är en term inom matematisk analys för en infinitesimal - oändligt liten - ändring i en funktion.

## Definition i Rn
Låt {\displaystyle f\colon U\rightarrow \mathbb {R} ^{m}} vara en funktion och {\displaystyle U} en öppen delmängd i {\displaystyle \mathbb {R} ^{n}}. Funktionen {\displaystyle f} säges vara differentierbar i {\displaystyle a\in U} om det existerar en linjär avbildning {\displaystyle L} sådan att 
{\displaystyle \lim _{|h|\to 0}{\frac {f(a+h)-f(a)-L(h)}{|h|}}=0\ }.
Den linjära avbildningen {\displaystyle L} ovan bestäms entydigt av gränsvärdet och kallas differentialen till {\displaystyle f} i {\displaystyle a} samt betecknas {\displaystyle df_{a}}. Differentialen blir således en linjär approximation till differensen {\displaystyle \Delta _{a}f(h)=f(a+h)-f(a)} för {\displaystyle h} nära noll, eller omformulerat, {\displaystyle f(a+h)\approx f(a)+df_{a}(h)}. Matrisen hörande till differentialen betecknas {\displaystyle f'(a)} och kallas funktionalmatrisen eller jacobimatrisen.
I fallet {\displaystyle m=n=1}, så sammanfaller {\displaystyle f'(a)} med derivatan i {\displaystyle a}, och i fallet {\displaystyle m=1,n>1}, så betecknas vanligen {\displaystyle f'(a)} med {\displaystyle \nabla f(a)}.

## Differential och riktningsderivata
Riktningsderivatan, {\displaystyle D_{v}f(a)}, av {\displaystyle f} i {\displaystyle a} utmed riktningen {\displaystyle v\neq 0} ges av gränsvärdet
{\displaystyle D_{v}f(a)=\lim _{t\to 0}{\frac {f(a+tv)-f(a)}{t}}}.
En räkning ger, 
{\displaystyle D_{v}f(a)=\lim _{t\to 0}{\frac {f(a+tv)-f(a)}{t}}=\lim _{t\to 0}{\frac {f(a+tv)-f(a)-df_{a}(tv)+df_{a}(tv)}{t}}=}
={\displaystyle \lim _{t\to 0}{\frac {f(a+tv)-f(a)-df_{a}(tv)}{t}}+df_{a}(v)=0+df_{a}(v)=df_{a}(v)}
varför {\displaystyle D_{v}f(a)=df_{a}(v)}. Riktningsderivatan kan sålunda uttryckas med differentialen; speciellt betyder detta att riktningsderivatan är linjär i {\displaystyle v}, givet konventionen {\displaystyle D_{0}=0}.

## Klassisk framställan medelst Leibniz notation
Betrakta fallet {\displaystyle m=n=1} och beteckna med {\displaystyle x} identitetsfunktionen {\displaystyle \mathbb {R} \rightarrow \mathbb {R} }. Eftersom derivatan av {\displaystyle x} är 1, så är dess differential {\displaystyle dx_{a}(h)=1\cdot h=h}. Om {\displaystyle f\colon \mathbb {R} \rightarrow \mathbb {R} } är en differentierbar funktion, så gäller enligt definitionen ovan {\displaystyle df_{a}(h)=f'(a)h} d.v.s. {\displaystyle df_{a}(h)=f'(a)dx_{a}(h)}. Om nu Leibniz notation, {\displaystyle f'(a)=df/dx}, nyttjas och index samt variabeln {\displaystyle h} undertrycks, så erhålls, tillika ges mening åt, den klassiska formeln 
{\displaystyle df={\frac {df}{dx}}dx}.
Analogt fås i fallet {\displaystyle m=1,n>1} den klassiska formeln 
{\displaystyle df={\frac {\partial f}{\partial x_{1}}}dx_{1}+\ldots +{\frac {\partial f}{\partial x_{n}}}dx_{n}}.

## Räkneexempel: Approximation
Låt {\displaystyle f\colon \mathbb {R} \rightarrow \mathbb {R} } ges av {\displaystyle f(x)=\sin(x)}. Differentialen av {\displaystyle f} vid {\displaystyle a=\pi } ges då av multiplikation med {\displaystyle f'(\pi )=\cos(\pi )=-1}. Ett närmrevärde till {\displaystyle f(3)} är då med {\displaystyle h=3-\pi \approx -0.14} och {\displaystyle a=\pi }:
{\displaystyle f(3)=f(\pi +(3-\pi ))=f(a+h)\approx f(a)+df_{a}(h)\approx f(\pi )+(-1)\cdot (-0.14)=0.14.}.
Anm. Med fem decimalers noggrannhet är {\displaystyle f(3)\approx 0.14112}.